# Scharnhorst (Dortmund)
Scharnhorst, Dortmund-Scharnhorst – okręg administracyjny (Stadtbezirk) w Dortmundzie, w kraju związkowym Nadrenia Północna-Westfalia. Liczy 44 208 mieszkańców (31 grudnia 2012) i ma powierzchnię 31,44 km².

## Dzielnice
Okręg składa się z siedmiu dzielnic (Stadtteil):
1. Alt-Scharnhorst
2. Derne
3. Hostedde
4. Kirchderne
5. Kurl-Husen
6. Lanstrop
7. Scharnhorst-Ost